# Flottant (finance)
Pour les articles homonymes, voir flottant.
Le flottant, ou capital flottant, d'une société cotée en bourse correspond à la partie des actions effectivement susceptible d’être échangée sur le marché boursier. Il peut être exprimé en valeur ou plus fréquemment en pourcentage de la capitalisation.

## Définition
Toutes choses égales par ailleurs, plus le flottant d'une société est important, meilleure sera la liquidité de ses actions et plus faibles seront les amplitudes de cours de son action.
Cette notion exclut dès lors la partie du capital d'une société détenue par des actionnaires qui n'ont pas l'intention de vendre, à cause d'un pacte d'actionnaires, de raisons sentimentales ou d'une stratégie de long terme. Son calcul exclut à ce titre les actions contrôlées par :
- l'entreprise elle-même ou une de ses filiales ;
- des sociétés liées[n 1] dans le cadre de pacte d'actionnaires, notamment les actions couvertes par des clauses de préemption ;
- celles détenues par certains investisseurs ayant manifesté leur intention d'une détention durable.

Ce calcul peut être approximé conventionnellement en excluant les blocs de détention dépassant d'une certaine taille (par exemple x % de la capitalisation boursière).
Cette notion, assez empirique, peut constituer un indicateur :
- du potentiel de liquidité d'un titre du point de vue des opérateurs de marché. Une société avec un faible flottant ne pourra pas faire l'objet d'une gestion de portefeuille très active sans agir sur son cours de bourse, alors qu'un flottant important permettra des transactions nombreuses avec un faible impact sur ce même cours ;
- du potentiel d'OPA. Une société avec un flottant élevé est a priori plus facilement « opéable » qu'une société au capital détenu de façon stable. C'est par exemple le cas de Danone, dont le flottant se situe à 60,8 % en 2018[1],[2].